# IAATO-Inseln
Die IAATO-Inseln sind eine Inselgruppe im Archipel der Biscoe-Inseln westlich der Antarktischen Halbinsel. Sie liegen östlich Renaud-Insel im Grandidier-Kanal. 
Das UK Antarctic Place-Names Committee benannte sie 2016 nach dem Akronym für die International Association of Antarctica Tour Operators.